# Exmetjan Qasim
Ehmetjan Qasim, également écrit Ehmetjan Qasimi, Ahmetjan Khasim, Ahmetcan Kasim ou Ahmet Jan Kasim (Sinogramme traditionnel : 阿合買提江•哈斯木, Sinogramme simplifié : 阿合买提江•哈斯木, Ouighour : ئەخمەتجان ﻗﺎﺳﯩﻤﻰ), né le 15 avril 1914, mort le 27 août 1949, était un dirigeant politique ouïghour de la seconde république du Turkestan oriental. La république exista du 12 novembre 1944 au 20 octobre 1949, lorsqu'elle fusionna avec la république populaire de Chine 19 jours après que cette dernière eut été proclamées à Pékin le 1er octobre 1949. 
Ehmetjan est né à Guldja en 1914 et fit ses études à l'université communiste des travailleurs de l'Est à Moscou jusqu'en 1936. Qasim fut l'un des chefs de la révolte d'Ili de 1944 et exerça, entre 1946 et 1949, la fonction de vice-président du gouvernement de la seconde RTO qui était issu de la coalition entre le Kuomintang et le régime d'Ili.

## Mort
Le 24 août 1949, Ehmetjan Qasim, Abdulkerim Abbas, Ishaq Beg Munonov, Dalelkhan Sugirbayev, Rakhimjan Sabirhajiev, Luo Zhi et d’autres représentants de la 2e RTO (au total 11 hommes) prirent l'avion à Almaty, la capitale de la République socialiste soviétique kazakhe, pour aller à la rencontre des dirigeants communistes chinois à Pékin, à l’invitation de Mao Zedong. Ils étaient conviés à participer à la Conférence de toute la Chine, qui devait proclamer l'établissement de la république populaire de Chine, mais tous trouvèrent la mort dans l'accident de leur avion. De fait, avec cet accident, l'ensemble de l'élite politique des Ouighours du Turkestan Chinois était décimée.  
Le 3 septembre, l'Union soviétique informa le gouvernement chinois que l'avion s’était écrasé près du lac Baïkal sur la route de Pékin, les tuant tous sur le coup. Après l'effondrement de l'Union Soviétique en 1991, d'anciens dirigeants du KGB révélèrent que 5 dirigeants de la 2e RTO avaient été tués sur ordre de Staline à Moscou à la fin du mois d'août 1949, conformément à un accord entre Staline et Mao Zedong. Leurs morts furent cachées jusqu'à ce que l'APL contrôle le nord du Xinjiang.
Peu de temps avant sa mort, Ehmetjan Qasim déclara : « Le Sinkiang devrait certainement devenir l’Ouïghourstan - c'est un désir non seulement des Ouïghours, mais de tous les habitants et nationalités qui habitent le Turkestan oriental ».